# King Johnny
King Johnny, artiestenaam van Arnoud Judong (Mortsel, 27 april) is een Belgische muzikant met een mix van reggae, dancehall, ska en dub. Samen met L'Etran Jay, 'De Dramaqueens' (Miss B en Slongs Dievanongs) en Asham band treedt hij op als Johnny Den Artiest.

## Levensloop
Judong verwierf bekendheid als MC van de Antwerpse reggaesoundsystem Civalizee Foundation, waarin onder andere ook Sista Flex actief was. Sinds begin jaren 2000 verzorgde hij samen met Civalizee Foundation de 'Shake your Bambam'-feestjes van Club Kaaiman. In 2005 wonnen ze de Benelux Cup Clash en in 2007 de Battle royal-soundclash en het Duitse Yardclash. In 2008 wonnen ze de grootste soundclash op het Europees continent, de Riddimclash en in 2009 de dubplate maasacre clash. In 2010 starten ze met de Hotel Jamaica-party's in Club Petrol.
Samen met 'L'Etran Jay' en 'De Dramaqueens' bracht hij onder de naam Johnny Den Artiest vanaf 2008 ook nummers uit in eigen beheer. Een eerste relatief succes was er met Shoppen in den Aldi, met gastbijdrage van Halve Neuro, een groep waarmee hij in contact kwam omdat Slongs Dievanongs een tijd zijn achtergrondzangeres was.
In 2013 trad hij op tijdens Mano Mundo en in 2010 en 2014 stond hij op Reggae Geel (samen met Boetje Banten). Voorts waren er o.a. optredens op ManiFiesta (2013) en Zwarte Cross (2014). In 2015 bracht hij zijn debuutalbum Hartenkoning uit. Bij de backing vocals 'De Dramaqueens' nam Soetkin Van Grootel de plaats in van Slongs Dievanongs.

## Discografie

### Albums
- Johnny Den Artiest - Hartenkoning (2015)[7]